# Palais de la région Ligurie
Le Palais de la région Ligurie, autrefois connu sous le nom de Palais de la Navigation générale italienne, est un bâtiment historique de Gênes, situé sur l'emblématique Piazza De Ferrari et aujourd'hui siège du Conseil régional de Ligurie.

## Histoire

### Projet et réalisation
En 1908, l'ingénieur Cesare Gamba a acheté le terrain à Gênes près de l'église de Sant'Ambrogio, dans l'actuelle Piazza De Ferrari. En 1912, il présente à la Municipalité le projet d'un bâtiment accolé à l'église préexistante, qui suscite une polémique immédiate. Deux ans plus tard, en 1914, il présente un nouveau projet, mais les négociations, suspendues pendant la guerre, ne reprennent qu'en 1920, lorsque Gamba décide de vendre le domaine à la Navigation générale italienne, qui renégocie les conditions avec la Municipalité. Après une série de variantes en cours de construction, approuvées par la Municipalité entre 1921 et 1923, qui prévoient un « allégement de la partie décorative de la façade », le projet final élaboré par Gamba en collaboration avec l'ingénieur Giuseppe Tallero, déjà auteur en 1914 du Palazzo del Credito Italiano, a été achevé en 1924. L'édifice monumental aux styles néo-maniéristes, avec une façade tripartite sur un portique à arcs en plein cintre, reflète dans le résultat final un goût toujours historiciste dans la lignée de la précédente réalisation de la via XX settembre.

### Développements ultérieurs

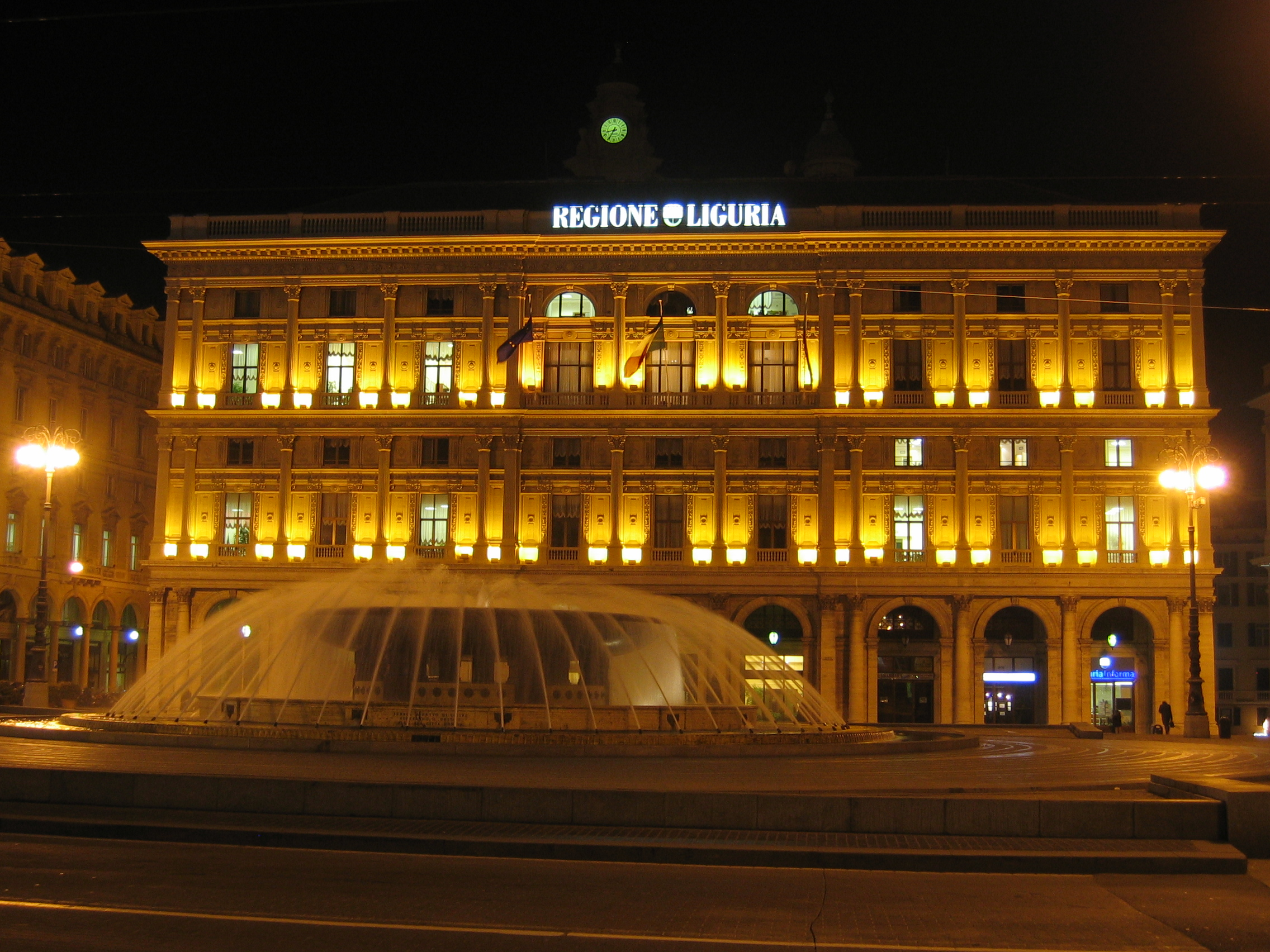
Le palais la nuit

En 1932, le grand panneau de Navigation générale italienne, placé sur le rebord de la façade, a été remplacé à la suite de la décision de Mussolini de fusionner les trois principales compagnies maritimes italiennes de l'époque sous le nom de flottes Italia : Navigazione Generale Italiana, Lloyd Savoy et la Cosulich. À la suite de divers changements de propriétaire - le bâtiment est actuellement le siège de la Région Ligurie - il ne reste rien des parements d'origine, mais les photos d'époque témoignent d'un goût néo-Renaissance dans l'ameublement du bureau des passagers et de la salle de réunion, avec des plafonds à caissons, boiseries qui s'harmonisent stylistiquement avec l'aspect extérieur du bâtiment.

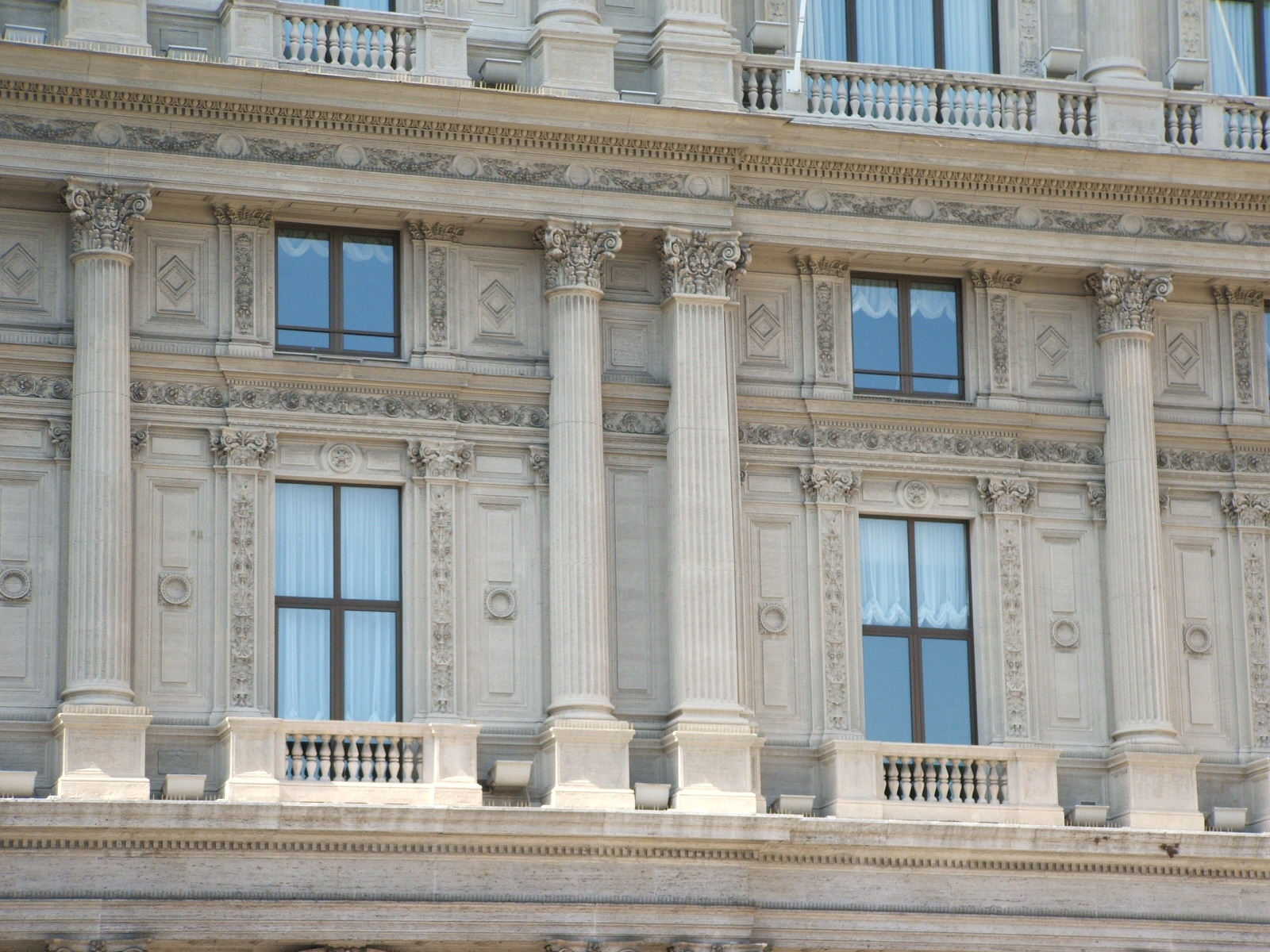
Détail de la décoration extérieure

Outre le portail d'entrée, œuvre de Bartolomeo Pinasco, créateur de ferronneries d'art ayant un atelier à Quarto dei Mille, l'escalier surmonté du grand lustre en fer forgé et verre opalin subsiste.